# Trainline
Pour l'ancien site français Capitaine Train, voir Trainline Europe.
Trainline (précédemment Thetrainline.com) est une société britannique de vente en ligne de billets de train.
En mars 2016, la société rachète son concurrent français Captain Train, qui adopte le nom de sa compagnie mère.

## Histoire

Ancien logo.

Logo jusqu'en 2019.

Trainline est créé en 1997 par le groupe Virgin. La vente de billets en ligne débute en 1999. Elle est exploitée sous contrat par Capgemini. Stagecoach acquiert ensuite une participation de 49 %. En février 2004, Trainline fusionne avec Qjump, son principal concurrent. Stagecoach vend ses parts, Virgin détenant 86 % des parts de la société fusionnée, National Express détenant les 14 % restants,.
En juillet 2006, Exponent Private Equity acquiert à son tour Trainline,. En juillet 2007, Trainline achète deux sociétés, Advanced Smartcard Technologies et ECEBS, indiquant ainsi une volonté d'entrer sur le marché des cartes à puce. Toutefois, ECEBS est ensuite revendue à Bell ID en novembre 2012.
La société est encore rachetée à Exponent par Kohlberg Kravis Roberts & Co. (KKR), le fonds d’investissement américain, en janvier 2015. En août 2015, la société annonce qu'elle change son nom de thetrainline.com à Trainline. En 2016, elle acquiert une start-up française, Captain Train qui devient Trainline Europe,.
En juin 2019, la société est introduite à la Bourse de Londres.

## Caractéristiques
Début 2022, un des dirigeants de Trainline, Christopher Michau, indique au quotidien français Le Monde : « Trainline est un agrégateur indépendant, qui propose les billets de 270 compagnies ferroviaires, dans quarante-cinq pays européens. Nous offrons la possibilité de comparer les concurrents entre eux comme SNCF et Trenitalia, entre Paris et Lyon ».